# Никитин, Владимир Константинович
Владимир Константинович Никитин (15 июля 1911, место рождения неизвестно — 20 сентября 1992, Харьков) — конструктор скоростных автомобилей, рекордсмен мира и СССР по автогонкам, заслуженный мастер спорта СССР (1968), наставник нескольких поколений автомобильных инженеров.

## Автобиография
На сегодняшний день практически не осталось достоверных источников, рассказывающих о жизни и творчестве.
Автобиография, датированная 1973 годом:

Я, Никитин Владимир Константинович, русский, беспартийный, родился в июле 1911 года. Место рождения, как и родителей, не помню, с дошкольного возраста воспитывался в детских домах городов: Ростов-на-Дону, Баку, Харьков.
В 1926 году, после окончания средней школы в детдоме села Пересечное Харьковской области, был направлен в ФЗУ при Харьковском паровозостроительном заводе — ныне завод имени Малышева. В 1928 году по окончании ФЗУ по специальности «кузнец» был направлен
работать на Старо-мерчикский мебельный комбинат, где освоил ещё одну специальность — резчик по дереву. На этом комбинате проработал до 1931 года.
В 1931 году перешёл работать в Харьков, на строительство Дворца культуры железнодорожников, где проработал до 1933 года.
В 1933 году был призван в ряды Красной Армии и прослужил до 1935 года. В 1935 году вернулся в Харьков и начал работать на заводе «Гидропривод», вначале разнорабочим, потом начальником центрального материального склада. С 1938 года начал работать шофёром, а вскоре начальником транспортного цеха завода.
В 1940 году перешёл работать шофёром в автобазу Харьковского Городского Комитета партии, где проработал до осени 1941 года, то есть до эвакуации Горкома партии в г. Купянск. В Купянске, отказавшись от эвакуации в глубь страны, пошёл на фронт. В армии служил до окончания войны 1945 года. Был ранен, контужен. Награждён десятью правительственными наградами. Всё время службы в Советской армии был водителем.
Осенью 1945 года демобилизовался [в звании старшины], вернулся в Харьков и начал работать техническим руководителем той же самой автобазы ГК КПСС — а с 1946 года её начальником. В должности начальника автобазы начал заниматься автомобильным спортом.
В 1952 году перешёл работать в Харьковский авто-мото-клуб, где занимался реконструкцией и подготовкой рекордно-гоночного автомобиля «Харьков-6» к установлению мировых рекордов скорости.
В 1953 году, после установления ряда мировых рекордов, был зачислен в штат Всесоюзного Комитета по делам физкультуры и спорта при Совете Министров СССР, где проработал до 1959 года.
В 1959 году перешёл работать в Харьковский автомобильно-дорожный институт,
где работаю и по настоящей момент старшим механиком научно-исследовательской группы проектирования скоростных автомобилей.

За это время создано шестнадцать уникальных автомобилей серии «ХАРЬКОВ» и «ХАДИ», на которых установил 30 всесоюзных рекордов скорости, из которых 9 превышают мировые. Сами автомобили получили мировую известность, а внутри страны многочисленные награды на выставках и отмечены наградами ЦК ЛКСМУ и ЦК ВЛКСМ, МВССП СССР.

## Историческая справка
5 апреля 1961 года приказом по институту ректор Борис Владимирович Решетников создает в ХАДИ Лабораторию скоростных автомобилей (ЛСА), которую возглавляет Никитин.
Автомобили марки «Харьков» и «ХАДИ», созданные под руководством Владимира Константиновича Никитина, приобрели международную известность.
В частности, автомобиль «Харьков-5», созданный В. К. Никитиным в 1951 году, впервые в СССР достиг скорости свыше 200 км/ч.
«Харьков-6» в декабре 1953 года улучшил абсолютный рекорд скорости Советского Союза сразу на 50 км/ч. В истории отечественного рекордного автоспорта это самое высокое превышение абсолютного рекорда скорости; также на этом автомобиле была достигнута наивысшая скорость на дорогах общего пользования в СССР — 280,2 км/ч.
«ХАДИ-3», построенный под руководством Владимира Никитина, занесён в Книгу рекордов Гиннесса, как самый маленький рекордно-гоночный автомобиль в мире.
«ХАДИ-7» с газотурбинным двигателем смог достичь в 1968 году скорости 400 км/ч.
Судьба автомобиля «ХАДИ-9», расчётная скорость которого 1200 км/ч (не достигнута), послужила сценарием для художественного фильма «Скорость», снятого на «Ленфильме» в 1983 году.
«ХАДИ-11Э» являлся первым в Советском Союзе рекордным электромобилем.

## Награды
- За участие в Великой Отечественной войне — десять правительственных наград. Среди них — ордена «Славы» третьей степени (25.10.1944), Красной Звезды (07.06.1945), Отечественной войны II степени[3], медали «За боевые заслуги» (05.05.1944), «За отвагу» (06.11.1943).
- За профессиональные занятия автомобильным спортом: 37 различных почётных знаков и медалей, 116 дипломов и грамот.

## Память
На здании главного корпуса ХАДИ (ныне Харьковского национального автодорожного университета) (ул. Ярослава Мудрого, 25) 11 мая 2018 г. установлена памятная доска В. К. Никитину.
На ней написано (приводится в переводе):

В этом здании в 1959—1982 годах трудился 

главный конструктор рекордно-гоночных автомобилей ХАДИ, 

заслуженный мастер спорта СССР 

рекордсмен мира 

Владимир Константинович Никитин

С фотографией произведения можно познакомиться в украинском разделе Википедии.